# 좀비고등학교
《좀비고등학교》및 약칭 《좀비고》는 어썸피스에서 제작하여 2014년에 출시된 모바일 게임이다. 이 게임은 《아오오니 레전드》라는 2차 창작 게임을 바탕으로 하였으나 저작권상 문제로 인하여 게임 전체를 저작권에 위배되지 않는 요소로 교체하였다. 교실에서 직업을 골라 좀비를 피해 쓰러트리면서 스토리를 진행하는 방식으로 진행된다. 2018년 2월 25일에 구글 플레이 게임 부문 최고 매출 1위에 올랐다. 구글플레이 스토어에서 1,000만 다운로드를 기록했다.

## 플레이 특징
'좀비고등학교'라는 가공의 학교를 배경으로 하며 교실에서 직업군을 골라 선택된 맵에서 돌아다니는 좀비를 공격하고 임무를 수행하는 게임으로 보통 그래픽은 픽셀 그래픽으로 이루어진다. 스토리에는 등장인물의 반신이 그려진 대화 스프라이트가 함께 사용된다. 게임에서 각 직업군은 뚜껑이 있는 접시, 도서와 같은 여러 사물을 이용하여 좀비를 공격할 수 있으며 이러한 공격 후에 어떤 특정한 장소를 가는 등의 인게임 상에서 제공된 임무를 수행할 수 있다.

## 역사

### 《아오오니 레전드》
좀비고등학교는 오리지널 캐릭터가 도입되고 명칭을 《좀비고등학교》로 변경하기 전,《아오오니》를 기반으로 한 다중 이용자 팬 게임으로 개발되었으며, '채널'이라는 명칭의 여러 서버를 통하여 운영되었다. 이 당시 본 게임은《아오오니 레전드》라는 명칭으로 출시되었지만 《아오오니》의 원저작자는 자신의 작품을 이용한 상업 행위는 저작권상 허용되지 않음을 고지하였고 이후 개발팀 측은 2014년 상반기부터 게임의 명칭과 시스템을《좀비고등학교》로 교체하기 전까지 《아오오니》의 원저작자로부터 지적받은 저작권 침해 문제를 피하기 위해 게임명을 좀비고등학교로 교체하고, 《아오오니》의 요소를 배제하기 위한 재작업에 들어갔다.

### 《좀비고등학교》
《아오오니 레전드》는 《아오오니》 개발 측의 경고로 인하여 게임 전체를 재제작하기 위하여 《좀비고등학교》라는 별개의 작품으로 다시 만들었고, 이후 모드 '진격의 좀비'를 도입하여 2015년에 《레프트 4 데드》의 오마주 격으로 제작되었던 네 개의 장비를 4명이 각자 사용하여 역할군을 얻는 '스토리 모드 (진격의 좀비 2)'를 출시하게 된다.

## 코믹스
위의 모바일 게임의 만회판인 좀비고등학교 코믹스 시즌 1은 현재까지 1~25권으로 이루어져 있다. 원작에 없는 새로운 등장인물이 주인공으로 등장하며, 그 주인공이 《좀비고등학교》 게임을 하다가 게임 속 세계로 들어온 것을 내용으로 한다. 현재는 좀비고등학교 코믹스 시즌 2를 판매중이다. 그리고 책 끝장에는 게임에 여러 혜택을 주는 2개의 쿠폰 코드가 적혀 있다.

### 내용주
1. ↑  《아오오니》의 개발자는 《아오오니》를 기반으로 한 2차 창작물을 이용한 수익 창출을 허가하지 않기 때문에 해당 팬 게임의 개발자에게 메일로 이러한 사실을 고지하였다..[4]
2. ↑  예외적으로 캐릭터의 대화 스프라이트는 픽셀 그래픽이 아니다.
3. ↑  엘프고와 은하고라는 코믹스도 판매중이다.
4. ↑  스킨 또는 악세사리와 랜덤 미네랄 등이 있다.

### 참조주
1. ↑  송가영 (2019년 8월 1일). “롯데마트, 토이저러스 좀비고등학교 캐릭터 피규어 단독 출시”. CSTimes. 2019년 12월 21일에 확인함.
2. 1 2  “모바일게임 차트 역주행…이번엔 ‘좀비고등학교’”. 2018년 2월 25일.
3. 1 2  “‘좀비고’로 변신한 ‘아오오니 레전드’… 여전히 인기 ‘초강세’”. 2014년 4월 21일.
4. 1 2 3 4 5  “장수 인기 게임 '좀비 고등학교' 6년 역사 총정리”. 2020년 3월 19일.
5. ↑  “모바일게임 차트 역주행…이번엔 ‘좀비고등학교’”. 디지털데일리. 2018년 2월 25일. 2019년 12월 21일에 확인함.
6. ↑  “'좀비고등학교 코믹스', 누적판매 4444만 뷰 넘어”. Fomos. 2014년 4월 24일. 2019년 12월 21일에 확인함.